# Глан (Ен)
Глан (фр. Gland) је насељено место у Француској у региону Пикардија, у департману Ен (Пикардија).
По подацима из 2011. године у општини је живело 486 становника, а густина насељености је износила 86,02 становника/km².

## Демографија
| 1962. | 1968. | 1975. | 1982. | 1990. | 2011. |
| ----- | ----- | ----- | ----- | ----- | ----- |
| 312   | 316   | 365   | 467   | 503   | 486   |